# Cleistanthus balakrishnanii
Cleistanthus balakrishnanii là một loài thực vật có hoa trong họ Diệp hạ châu. Loài này được Chakrab. mô tả khoa học đầu tiên năm 1984.